# Neoscona biswasi
Neoscona biswasi là một loài nhện trong họ Araneidae.
Loài này thuộc chi Neoscona. Neoscona biswasi được miêu tả năm 2001 bởi Bhandari & Pawan U. Gajbe.